# Божи град (община)
Божиград или Мирас (на албански: Komuna Miras) е община в окръг Девол, административна област Корча, Албания, съществувала до 2015 година.
Общината обхваща 16 села в областта Девол, по горното течение на река Девол в котловина между Грамос и Морава. Центърът ѝ е в едноименното село Божи град.
В 2015 година е слята с община Девол.